# Championnats du monde de tennis de table 1991
Navigation
Édition précédente Édition suivante
Les championnats du monde de tennis de table 1991, quarante-et-unième édition des championnats du monde de tennis de table, ont lieu du 24 avril au 6 mai 1991 à Chiba, au Japon.
Le titre messieurs est remporté par le Suédois Jörgen Persson devant son compatriote Jan-Ove Waldner, la finale étant la revanche de l'édition précédente.

## Résultats individuels et en doubles
| Épreuves         | Or                                | Argent                | Bronze                           |
| ---------------- | --------------------------------- | --------------------- | -------------------------------- |
| Simple messieurs | Jörgen Persson                    | Jan-Ove Waldner       | Kim Taek-soo                     |
| Simple messieurs | Jörgen Persson                    | Jan-Ove Waldner       | Ma Wenge                         |
| Simple dames     | Deng Yaping                       | Li Bun-hui            | Chan Tan Lui                     |
| Simple dames     | Deng Yaping                       | Li Bun-hui            | Qiao Hong                        |
| Double messieurs | Peter Karlsson Thomas von Scheele | Lü Lin Wang Tao       | Erik Lindh Jörgen Persson        |
| Double messieurs | Peter Karlsson Thomas von Scheele | Lü Lin Wang Tao       | Andrei Mazunov Dmitry Mazunov    |
| Double dames     | Chen Zihe Gao Jun                 | Deng Yaping Qiao Hong | Deng Yaping Li Jun               |
| Double dames     | Chen Zihe Gao Jun                 | Deng Yaping Qiao Hong | Hu Xiaoxin Liu Wei               |
| Double mixte     | Wang Tao Liu Wei                  | Xie Chaojie Chen Zihe | Kim Song-hui Li Bun-hui          |
| Double mixte     | Wang Tao Liu Wei                  | Xie Chaojie Chen Zihe | Kalínikos Kreánga Otilia Bădescu |

## Résultats par équipes
| Épreuves  | Or                                                                                       | Argent                                                                         | Bronze                                                                                 |
| --------- | ---------------------------------------------------------------------------------------- | ------------------------------------------------------------------------------ | -------------------------------------------------------------------------------------- |
| Messieurs | Suède- Mikael Appelgren - Peter Karlsson - Erik Lindh - Jörgen Persson - Jan-Ove Waldner | Yougoslavie- Zoran Primorac - Zoran Kalinić - Ilija Lupulesku - Robert Smrekar | Tchécoslovaquie- Petr Korbel - Milan Grman - Tomáš Janči - Petr Javurek - Roland Vimi  |
| Dames     | Corée- Li Bun-hui - Hyun Jung-hwa - Yu Sun-bok - Hong Cha-ok                             | Chine- Qiao Hong - Deng Yaping - Gao Jun - Chen Zihe                           | France- Emmanuelle Coubat - Xiaoming Wang-Drechou - Agnès Le Lannic - Sandrine Derrien |